# Geocoris lapponicus
Geocoris lapponicus är en insektsart som beskrevs av Zetterstedt 1838. Geocoris lapponicus ingår i släktet Geocoris, och familjen fröskinnbaggar. Arten är reproducerande i Sverige.